# Jean-Michel Le Lannou
Jean-Michel Le Lannou (* 25. Oktober 1956 in Montpellier) ist ein französischer Philosoph.

## Leben
Nachdem er 1983 die Agrégation de philosophie bestanden hatte, verteidigte er 1990 seine Promotion mit dem Titel „Liberté et Finitude, recherches sur l'autoconstitution du moi“ (französisch für Freiheit und Endlichkeit: Untersuchungen zur Selbstkonstitution des Ichs) unter der Betreuung von Pierre Aubenque. Im Jahr 2000 folgte die Habilitation. Nach Lehraufträgen u. a. an der École normale supérieure und an der Pariser Sorbonne IV unterrichtete Jean-Michel Le Lannou von 1989 bis 2022 Philosophie in der Classe préparatoire.
Seine Forschungsschwerpunkte liegen in den Bereichen der französischen Philosophie (v. a. Ravaisson, Lachelier, Lagneau), der zeitgenössischen Ästhetik und der idealistischen Philosophie. Seit seinem Buch La puissance sans fin (2005) entwickelt Jean-Michel Le Lannou eine radikale Kritik an einem neuaristotelischen Realismus (den er u. a. in Hegel und Heidegger entdeckt), der versucht, das Endliche zu substantialisieren und dadurch unser endliches, persönliches Selbst als unsere wahre Identität zu legitimieren. In der Tradition des Neuplatonismus stehend, gedenkt Le Lannou zu zeigen, dass dieses Unterfangen nicht nur eitel ist, sondern uns zugleich davon abhält, das reine Denken, den Geist, als unser wahres Selbst zu erkennen und uns mit diesem durch die Praxis der idealistischen Philosophie zu identifizieren. Das Buch La puissance d'être (2016) stellt vorerst den Höhepunkt und Abschluss dieser philosophischen Praxis der Befreiung dar. Dieses erscheint im Dezember 2022 in deutscher Übersetzung unter dem Titel Die Macht zu sein im Meiner Verlag.

## Bibliographie
- Soulages, la plénitude du visible, Kimé, 2001.
- Le vocabulaire de Ravaisson, Ellipses, 2002.
- La puissance sans fin, Éditions Hermann, 2005.
- Expériences de l’immensité, Éditions Hermann, 2006.
- La Forme souveraine, Éditions Hermann, 2008.
- L'être décomposé, Éditions Hermann, 2009.
- « Philosophie de l'Un et néoaristotélisme », préface à la réédition de Jean Trouillard, La Purification plotinienne, Éditions Hermann, 2011.
- « Musique et représentation », préf. à E. Hanslick, Du beau musical, trad. A. Lissner, Éditions Hermann, 2012.
- L'Excès du représentatif, Éditions Hermann, 2015.
- Dominique De Beir, Éditions Hermann, 2016.
- La puissance d'être, Éditions Hermann, 2016, traduction japonaise, Nara, 2020.
  - Die Macht zu sein. Übersetzt von Thurid Bender. Blaue Reihe, Meiner, Hamburg 2022, ISBN 978-3-7873-4244-0.
- Voir infiniment, Malevitch – Klein – Soulages, Éditions Hermann, 2019.

## Studien
- À  propos de La puissance sans fin (Éditions Hermann, 2005):  A. Simha, "Comment penser à l'âge de la puissance illimitée, Critique, n°727, Dezember 2007.
- Formes et Infini, Études sur la philosophie de Jean-Michel Le Lannou, dir. Arthur Cohen et Alexandre Lissner, Éditions Hermann, 2013.
- Puissances de l’abstraction, études sur L’excès du représentatif, dir. A. Lissner, Éditions Hermann, 2017.

| Personendaten    | Personendaten           |
| ---------------- | ----------------------- |
| NAME             | Le Lannou, Jean-Michel  |
| KURZBESCHREIBUNG | französischer Philosoph |
| GEBURTSDATUM     | 25. Oktober 1956        |
| GEBURTSORT       | Montpellier             |